# Altena (Alemania)
Altena (pronunciación en alemán: /ˈaltəna/ⓘ) es una ciudad de Alemania situada en el distrito de La Marck, en la región administrativa de Arnsberg, en el estado de Renania del Norte-Westfalia.

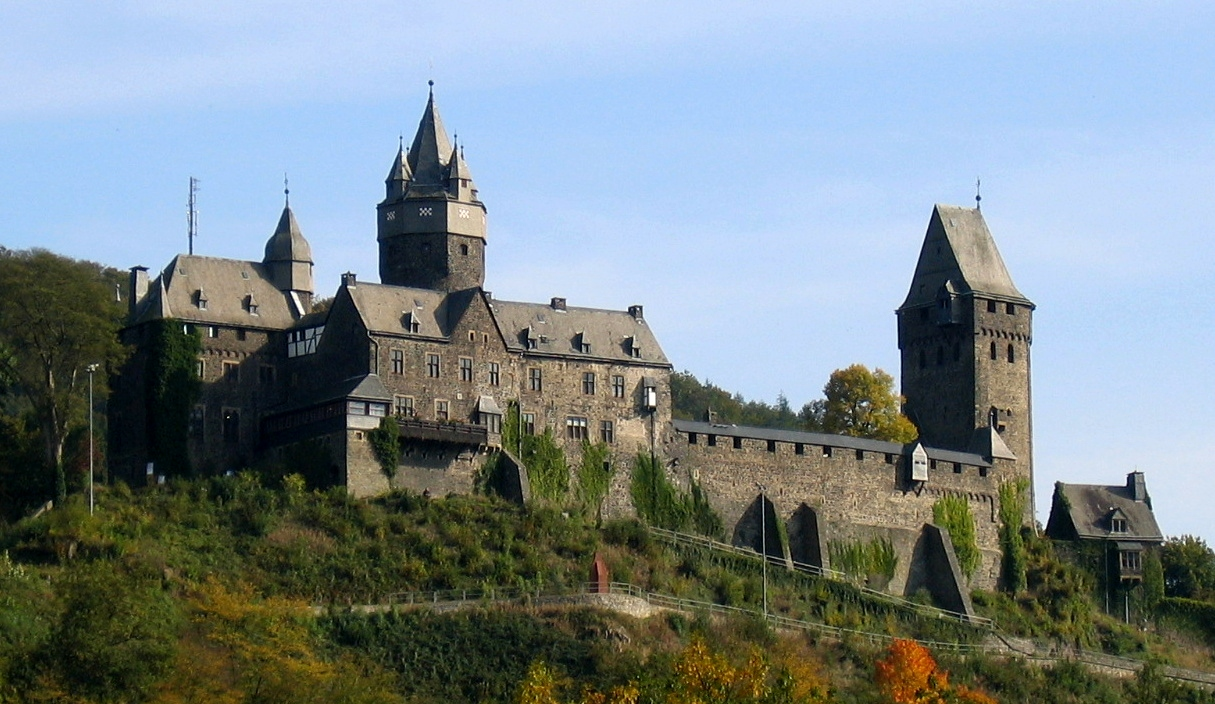
Castillo Altena.